# (17314) Aisakos
(17314) Aisakos (1024 T-1) – planetoida z grupy trojańczyków okrążająca Słońce w ciągu 11,8 lat w średniej odległości 5,18 j.a. Odkryta 25 marca 1971 roku.